# Corporatieve Concentratie
De Corporatieve Concentratie was in de periode 1933-1934 een Nederlandse fascistische politieke organisatie.
In september 1933 begonnen Jan Baars, F.C. Gerretson, Wouter Lutkie, Jos Mineur en anderen samen te werken in een verband dat de naam Corporatieve Concentratie kreeg. Zij poogden onder deze verzamelnaam de vele in Nederland aanwezige fascistische partijen, partijtjes en bewegingen samen te bundelen. De Corporatieve Concentratie omvatte partijen als de Algemeene Nederlandsche Fascisten Bond, de Fascistische Jongeren Bond en de Nationale Unie. In talrijke propagandavergaderingen trachtten met name Baars, Gerretson en Mineur een einde te maken aan de verdeeldheid die onder de vele fascistische partijen in Nederland bestond. Het lijkt waarschijnlijk dat de opkomst en bloei van de Nationaal-Socialistische Beweging van Anton Mussert de drang tot samenwerking onder de Nederlandse fascisten opriep.
In maart 1934, dus reeds na zes maanden, staakte de Corporatieve Concentratie haar activiteiten. De grote verschillen in aard, aanleg en ambitie tussen de inspirators ervan, leidde tot haar einde. De intellectueel superieure Gerretson domineerde op zodanige wijze, dat Baars zich daarin niet meer thuis voelde. Hij verliet in maart 1934 de groep, hetgeen het einde ervan inluidde.
 Portaal: Fascisme en nationaalsocialisme in Nederland · Fascisme · Nationaalsocialisme